# Kopriwlen
Kopriwlen (bułg. Копривлен) – wieś w Bułgarii, w obwodzie Błagojewgrad, w gminie Chadżidimowo. Według danych szacunkowych Ujednoliconego Systemu Ewidencji Ludności oraz Usług Administracyjnych dla Ludności, 15 czerwca 2020 roku miejscowość liczyła 1305 mieszkańców.